# Ригетти, Аманда
Ама́нда Риге́тти (англ. Amanda Righetti, 4 апреля 1983, Сент-Джордж) — американская актриса и кинопродюсер. Лауреат премии New York International Independent Film and Video Festival (2009) в номинации «Лучшая актриса» за роль незнакомки в фильме «Вопрос» (2008).

## Биография
Аманда Ригетти родилась в городе Сент-Джордж в Юте и выросла в Лас-Вегасе. Она является младшей из восьми детей в семье.
В возрасте 18 лет Аманда переехала в Лос-Анджелес, чтобы стать актрисой. Поначалу занималась продюсированием телевизионной рекламы и короткометражек, сама снималась в рекламе и играла эпизодические роли в телесериалах.
В 2003 году получила роль в пилотном эпизоде телесериала «Нет места лучше дома», который так и не вышел на экраны, но позволил актрисе попасть в поле зрения продюсеров телекомпании Fox. Аманда получила роль второго плана в популярном молодёжном телесериале «Одинокие сердца», в котором она снималась с 2003 по 2005 год. Ригетти играла главные роли в мыльной опере «Северный берег» и драматическом сериале «Воссоединение». Показ обоих сериалов был отменён после первого сезона.
В 2007 году Ригетти сыграла главную женскую роль в фильме ужасов «Возвращение в дом ночных призраков», который не показывался в кинотеатрах, а сразу вышел на DVD. Свою карьеру актрисы фильмов ужасов Ригетти продолжила фильмом 2009 года «Пятница, 13-е», который является ремейком фильма 1980 года. Этот фильм, в котором Аманда сыграла одну из главных ролей, был успешен в прокате, но получил негативные отзывы критиков.
С 2008 по 2014 год Аманда Ригетти являлась одной из ведущих актрис в детективном телесериале «Менталист» канала CBS, где играла роль Грейс ван Пелт, агента Калифорнийского бюро расследований (КБР). Период съёмок пятого сезона (2012—2013) совпал с её беременностью. Однако это не отразилось на образе её героини. Чтобы скрыть «интересное положение», актрису снимали только с определённых углов. А участие героини в расследованиях сократили, даже отправили её на компьютерные курсы на время родов.

## Личная жизнь
29 апреля 2006 года Аманда вышла замуж за режиссёра, сценариста и продюсера Джордана Алана (род. 1967). 10 января 2013 года у супругов родился сын Нокс Эддисон. В 2017 году Ригетти и Алан развелись.

## Избранная фильмография
| Год       |   | Русское название                   | Оригинальное название              | Роль                        |
| --------- | - | ---------------------------------- | ---------------------------------- | --------------------------- |
| 2003—2005 | с | Одинокие сердца                    | The O.C.                           | Хэйли Николь                |
| 2004—2005 | с | Северный берег                     | North Shore                        | Тесса Льюис                 |
| 2005—2006 | с | Воссоединение                      | Reunion                            | Дженна Моретти              |
| 2007      | в | Возвращение в дом ночных призраков | Return to House on Haunted Hill    | Ариэль Вольф                |
| 2008      | ф | Взрослая неожиданность             | Role Models                        | Изабель                     |
| 2008—2015 | с | Менталист                          | The Mentalist                      | Грэйс Ван Пелт              |
| 2009      | ф | Пятница, 13-е                      | Friday the 13th                    | Уитни Миллер                |
| 2011      | ф | Первый мститель                    | Captain America: The First Avenger | агент службы Щ.И.Т. (камео) |
| 2016—2017 | с | Колония                            | Colony                             | Мэдди Боумен                |
|           | с | Скарпетта                          | Scarpetta                          | молодая Кей Скарпетта       |